# Personaggi di Zero no tsukaima

Il cast dei personaggi dell'anime nella sigla di apertura di Zero no tsukaima: Princess no Rondo

Di seguito sono elencati i principali personaggi della serie di light novel ed anime giapponese Zero no tsukaima.

## Protagonisti
Louise Françoise le Blanc de la Vallière (ルイズ・フランソワーズ・ル・ブラン・ド・ラ・ヴァリエール?, Ruizu Furansowasu Ru Buran Do Ra Varieru)
Doppiata da Rie Kugimiya
È la protagonista femminile della storia ed è una studentessa del secondo anno all'Accademia di Magia di Tristain. Louise è una pessima maga che viene sempre schernita dai suoi compagni di corso a causa del fatto che ogni incantesimo che evoca è sempre un fallimento; per questo e per il suo seno poco sviluppato è soprannominata Zero. È la terzogenita della famiglia aristocratica La Vallière, che possiede il territorio nord-orientale di Tristain. Come nobile Louise tiene molto al suo onore, in certe occasioni fin troppo e tende a comportarsi in maniera presuntuosa, viziata ed arrogante sebbene in realtà si preoccupi molto per gli altri. Anche se non lo ammette ha molto bisogno di essere circondata da persone che le vogliano bene ed ha paura di restare sola. È un classico esempio di personaggio tsundere e fatica molto ad esprimere i suoi pensieri o la sua gratitudine verso qualcuno in particolar modo se si tratta di Saito, il suo famiglio. Inizialmente tratta quest'ultimo come un cane, costringendolo a dormire per terra su un lettuccio di paglia, e non ha neanche problemi a farsi vedere nuda da lui, inoltre gli impone di vestirla e di lavare i suoi indumenti (compresi quelli intimi). Inizialmente non sopporta il ragazzo e il fatto di doverlo sempre avere con sé ma col tempo fra i due si crea un forte legame e la ragazza finisce per affezionarsi a lui e successivamente addirittura ad innamorarsene, anche se farà molta fatica ad ammetterlo. Louise col tempo comincia a fare sempre più affidamento su Saito fino a dichiarare di non poter più stare senza di lui, dice infatti più di una volta che se lui morisse la sua vita non avrebbe più senso. Nonostante questo, quando egli si dimostra attratto dalle altre ragazze o quando lei è gelosa o arrabbiata, non esita a punirlo con il suo frustino o con i suoi incantesimi esplosivi. Spesso Louise ha difficoltà ad esprimere i propri sentimenti verso il ragazzo e si imbarazza quando fra i due si creano delle situazioni romantiche ma Saito sa perfettamente ciò che la ragazza prova per lui. Successivamente si scopre che gli insuccessi magici di Louise sono dovuti al fatto che lei possiede il raro e potentissimo potere del Vuoto. Il suo potere consiste nell'incantesimo Explosion e nella Porta del Mondo, che consente di creare un passaggio tra due luoghi e addirittura tra due dimensioni; inoltre è capace dell'incantesimo di annullamento e dell'uso del libro degli Antenati. Il suo nome viene da quello di Louise de La Vallière, affascinante dama francese che fu amante del Re Sole. Durante la battaglia contro il drago antico, sapendo che Saito non avrebbe esitato ad a sacrificarsi usando il suo potere come Lifprasir, pur di proteggerla, Louise usa il suo incantesimo "Porta del mondo" per rispedirlo a Tokyo. Tuttavia il ragazzo sfrutterà un'eclissi per tornare da lei, ripetendole che non ha intenzione di abbandonarla. Muore come Lifprasir ma rimane in vita come Gandalfr  e alla fine chiede a Louise di sposarlo e lei accetta felice. I due si sposano nelle ultime scene.
Saito Hiraga (平賀才人?, Hiraga Saito)
Doppiato da Satoshi Hino
Il protagonista maschile. Proviene dalla Terra, più precisamente da Tokyo (Giappone). È un ragazzo gentile, altruista e allegro ma anche molto irascibile e pervertito, che in più di un'occasione dimostra di avere molto coraggio. Viene evocato da Louise mentre camminava per la città una mattina in cui aveva saltato scuola, inizialmente è molto disorientato e non è neanche in grado di capire il linguaggio parlato dagli abitanti di Tristain ma diventa capace di comprenderlo a causa del fallimento di un incantesimo che Louise gli scaglia addosso per cercare di zittirlo. Sulla mano di Saito compaiono delle "rune" come segno del legame con Louise: tradotte si leggono "Gandalfr" (ガンダールヴ), le rune cominciano a brillare quando lui attiva il suo potere. Come Gandalfr, Saito ha il potere di maneggiare qualunque arma con estrema abilità e diventa anche più forte e veloce. Possiede una spada parlante, Derflinger, con il quale stringerà una forte amicizia. Inizialmente non sopporta la presunzione di Louise e l'unica cosa a cui pensa è come tornare a casa ma pian piano comincia a capire com'è fatta veramente la ragazza e a comprendere che in realtà è molto sola e pensa sempre agli altri affezionandosi molto a lei. Con il tempo si innamora sinceramente di Louise iniziando a desiderare di non tornare più a casa per stare con lei per sempre, dice infatti più volte che l'unica cosa che non potrebbe sopportare è la morte della ragazza e che il suo sorriso è l'unica ragione per cui sopporta tutte le sue disavventure. Saito è estremamente protettivo e geloso nei suoi confronti, ma sebbene ami perdutamente Louise e non abbia occhi che per lei, spesso la sua indole perversa lo spinge a non declinare le avance delle altre sue prosperose pretendenti facendo infuriare Louise che non esita a punirlo con il suo frustino o con i suoi incantesimi. Protegge Louise con passione, dicendo che "l'unica cosa in cui è bravo è proteggerla". Alla fine della seconda stagione affronterà 70000 uomini di Albion, prendendo un po' di tempo per la ritirata dell'esercito di Tristain e per salvare la ragazza, che sarebbe dovuta rimanere nella retroguardia. Questo costerà la vita al ragazzo, ma dopo la morte verrà riportato in vita da Tiffania, e per un breve periodo perderà le rune di Gandalfr, ma deciderà di tornare ad esserlo per rimanere a fianco della sua amata. Successivamente diventerà anche il famiglio di Tiffania, diventando il primo ad esserlo di due maghe contemporaneamente. Gli appariranno dunque delle rune sul petto, che vengono tradotte in "Lifprasir" ovvero "Cuore di Dio". Questo nuovo potere consisterà nel potenziare con la propria forza vitale un incantesimo del vuoto, tuttavia l'uso prolungato può portarlo alla morte. Durante la battaglia contro il drago antico Louise, sapendo che Saito non avrebbe esitato ad usare i poteri di Lrprasir per salvarla, usa il suo incantesimo porta del mondo per rispedirlo a Tokyo nel tentativo di salvarlo. Saito, però, ruberà un aereo militare e userà un'eclissi imminente per tornare nel mondo della sua amata, per salvarla dal drago antico e quando la ragazza lo raggiungerà sul aereo per rimproverarlo della sua scelta, lui le dirà per l'ennesima volta che l'unica cosa che vuole fare è stare con lei e proteggerla per sempre. Louise userà un Explosion potenziato da Lifprasir, e Saito morirà di nuovo, ma solo come Lifprasir (perdendo le rune e il legame di famiglio con Tiffania), sopravvivendo invece come Gandalfr. Inizialmente non sopporta i ragazzi dell'accademia, soprattutto Guiche, ma con il tempo diventano tutti suoi amici, sebbene il ragazzo continui a non comprendere e sopportare molti comportamenti snob dei nobili. Dopo lo scontro finale contro il drago antico ed aver perso le rune di Lifprasir chiede a Luise di sposarlo e lei accetta, i due si sposano nelle ultime scene.

## Accademia di magia Tristain

### Studenti
Tabitha (タバサ?, Tabasa)
Doppiata da Yuka Inokuchi
È una ragazza molto tranquilla compagna di classe di Louise e Kirche, nonché migliore amica di quest'ultima. Durante la serie appare quasi sempre mentre legge un libro. Il nome Tabitha è un alias; in realtà lei è Charlotte, figlia del fratello assassinato del Re e legittima erede al trono di Gallia. La sua specialità è la magia del vento. Il suo famiglio è un drago di vento chiamato Sylphid. Nella terza serie si innamorerà di Saito, dopo essere stata salvata da quest'ultimo e si metterà in competizione con Louise per proteggerlo. Nella quarta stagione diventerà regina di Gallia, Regina Charlotte.
Guiche de Gramont (ギーシュ・ド・グラモン?, Gīshu do Guramon)
Doppiato da Takahiro Sakurai
È un compagno di classe di Louise. Nonostante sia innamorato di Montmorency, è un playboy incallito che flirta con tutte le ragazze. Porta sempre con sé una rosa artificiale, il quale stelo è la sua bacchetta magica. Adora il suo famiglio, una talpa gigante chiamata Verdante. Come indica il suo famiglio, la sua specialità è la magia di terra. Inizialmente mal sopporta Saito che schernisce in continuazione, ma con il tempo i due diventano grandi amici.
Kirche Augusta Frederica von Anhalt Zerbst (キュルケ・アウグスタ・フレデリカ・フォン・アンハルツ・ツェルプストー?, Kyuruke Augusuta Furederika von Anharutsu Tserupusutō)
Doppiata da Nanako Inoue
La bella e attraente compagna di classe di Louise. La sua specialità è la magia di fuoco, potenziata dalla sua forte passione per l'amore. La sua famiglia è da lungo tempo in contrasto con la famiglia La Vallière, motivo per cui discute spesso con Louise. Flirta e ha appuntamenti con molti dei ragazzi dell'accademia a causa delle esagerate dimensioni del suo seno. Inizialmente si prende una cotta per Saito dopo aver visto le sue capacità, ma nella terza serie si innamora del prof.Colbert, mettendolo spesso in imbarazzo con i suoi flirt. I suoi provocatori inviti a Saito a dormire con lei provocano spesso al poveretto severe punizioni da parte di Louise, a causa della sua irrefrenabile gelosia. Il suo famiglio è una salamandra chiamata Flame.
Montmorency Margarita La Fère de Montmorency (モンモランシー・マルガリタ・ラ・フェール・ド・モンモランシ?, Monmoranshī Marugarita Ra Fēru do Monmoranshi)
Doppiata da Mikako Takahashi
È una compagna di Louise che ha stipulato un patto con lo Spirito dell'Acqua, prova forti sentimenti per Guiche anche se non gliel'ha mai rivelato, ma non esita a punirlo quando il ragazzo flirta con altre ragazze. Come la maggior parte degli aristocratici di Tristain, è dotata di forte orgoglio. È molto brava nell'arte delle pozioni.
Malicorne de Grandple (マリコルヌ・ド・グランドプレ?, Marikorunu do Gurandopure)
Doppiato da Hikaru Tokita
Un compagno di classe di Louise e insieme a Saito e Guiche formerà i cavalieri delle Ondine. Il suo famiglio è un gufo. Nella terza serie verrà mostrato fidanzato con una ragazza di nome Brigitta.
Tiffania Westwood (ティファニア・ ウエストウッド?, Tiffania Uesutouddo)
Doppiata da Mamiko Noto
Tiffania è una mezza-elfa molto timida e altruista dotata di un seno enorme. Fa la sua comparsa alla fine della seconda stagione: sarà lei a trovare Saito e a guarirlo, dopo che questi era in punto di morte a causa della guerra. Scoprirà successivamente di essere cugina di Henrietta. Anche lei come Louise è dotata del potere del vuoto ed ha la capacità di cancellare i ricordi. Nella quarta stagione proverà ad evocare un suo famiglio che si rivelerà essere Saito (il primo ad esserlo di due maghe contemporaneamente), il Lifprasir, letteralmente "Cuore di Dio". Capisce con il tempo di essere innamorata di Saito ma essendosi molto affezionata a Louise decide di non intromettersi fra i due. Quando però il ragazzo diventa il suo famiglio comincia a pensare di avere una possibilità con lui, ma si rende conto di quanto forte sia il suo amore per Louise e si fa da parte. Saito si mostra comunque spesso molto attratto dal suo seno scatenando la gelosia di Louise ed è comunque molto affezionato a lei che chiama affettuosamente "Tifa" e la considera una grande e preziosa amica. Alla fine della battaglia contro il drago antico Saito perderà le rune di Lifprasir, smettendo dunque di essere il famiglio di Tiffania.
Beatrice Yvonne von Guldenhorf (ベアトリス・イヴォンヌ・フォン・クルデンホルフ?, Beatorisu Ivon'nu fon Kurudenhorufu)
Doppiata da Ayumi Tsuji
Arrogante ed infantile nobile, Beatrice nelle sue prime apparizioni si accanisce contro Tiffania, istituendo un processo a suo carico per eresia (elfi ed umani hanno una religione differente). Il processo sarà interrotto da Louise, che rivelerà che Beatrice non ha alcuna autorità per fare una cosa del genere. In seguito al suo pentimento Beatrice e Tiffania diverranno amiche.
Reinard (レイナール?, Reināru)
Doppiato da Masahiro Yamanaka
Studente amico di Guiche e membro dei cavalieri delle Ondine. Ha i capelli castani e gli occhiali. Come i suoi compagni ha goduto di un momento di grande popolarità fra le ragazze, in seguito alla sua appartenenza all'ordine dei cavalieri delle Ondine.
Gimli (ギムリ?, Gimuri)
Doppiato da Taketoshi Kawano
Studente amico di Guiche e membro dei cavalieri delle Ondine. Ha i capelli verdi. Come i suoi compagni ha goduto di un momento di grande popolarità fra le ragazze, in seguito alla sua appartenenza all'ordine dei cavalieri delle Ondine.

### Personale
Siesta (シエスタ?, Shiesuta)
Doppiata da Yui Horie
Una cameriera dell'accademia, dal carattere vivace e sorridente, è la prima amica che Saito si fa in questo mondo. Si innamora perdutamente ragazzo e non nasconde affatto i suoi sentimenti. È a conoscenza del fatto che Saito e Louise siano innamorati l'uno dell'altra, ma è determinata a conquistarlo, fiduciosa della propria bellezza e del suo seno, per il quale, in effetti, Saito dimostra un'evidente attrazione, inoltre è convinta che il ragazzo non meriti i modi brutali della nobile. Successivamente viene rivelato che Siesta è una discendente di un pilota giapponese della seconda guerra mondiale approdato in questo mondo per mezzo di un'eclisse, il che spiegherebbe perché la ragazza abbia occhi e capelli simili a quelli di Saito. Sebbene consideri Louise sua rivale e le due litighino spesso, si alleano sempre quando c'è di mezzo un'altra ragazza che si avvicina troppo a Saito. In realtà Siesta e Louise con il tempo si affezionano l'una all'altra e si proteggono e supportano sempre a vicenda. Vive anche lei insieme a Saito e Louise poiché la principessa la dichiara cameriera personale di Saito.
Marteau (マルトー?, Marutō)
Doppiato da Ken Uo
Cuoco dell'accademia, e diretto superiore di Siesta. È un uomo molto simpatico ed amichevole, uno dei primi amici di Saito all'accademia.

### Insegnanti
Osman (オスマン?, Osuman)
Doppiato da Takeshi Aono
Anziano preside della scuola, è conosciuto per essere un personaggio un po' pervertito specie nei confronti della sua segretaria, Longueville. Tuttavia è anche un mago potente ed una persona molto affidabile e seria, che gode della massima fiducia da parte della regina Henrietta.
Longueville (ロングビル?, Rongubiru)
Doppiata da Akiko Kimura
Anche conosciuta come Matilda di Sachsen-Gotha, Longueville è l'attraente e seriosa segretaria di Osmond, bersaglio delle lussuriose attenzioni del preside. Si rivelerà essere anche la ladra Fouquet, benché sarà rivelato solo con il progredire della storia, e sarà sconfitta da Guiche, Tabitha e Kirche. Riuscirà a fuggire e diventare membro di Reconquista.
Chevreuse (シュヴルーズ?, Shuvurūzu)
Doppiata da Noriko Suzuki
Nuova maestra presso la Accademia di magia Tristain, è soprannominata Red Earth Chevreuse, ed è specializzata nella magia della Terra.
Jean Colbert (ジャン・コルベール?, Jan Korubēru)
Doppiato da Takuma Suzuki
Professore della Accademia di magia Tristain interessato alla storia e alle tecnologie del mondo di Saito. Sarà in grado di ricreare la benzina per far partire l'aeroplano recuperato da Saito. Ha una forte inclinazione anti-bellica, e sacrificherà la propria vita per salvare quella di Agnes, che aveva già salvato una volta quando era bambina. Si pensa provi qualcosa per Kirche, nella quarta serie flirterà addirittura con quest'ultima. Inventore del motore a vapore e in futuro maggior esponente dell’evoluzione in campo dei motori moderni.

## Tristain
Henrietta de Tristain (アンリエッタ?, Anrietta)
Doppiata da Ayako Kawasumi
Henrietta è la regina di Tristain, amatissima dal popolo ed amica di infanzia di Louise alla quale affezionatissima e per la quale prova una sincera ammirazione ricambiata dalla ragazza. Henrietta é una ragazza molto saggia, dal cuore buono e gentile e che si preoccupa per il suo popolo più di ogni altra cosa. Era innamorata del principe Wales di Albion, ed il suo assassinio le crea una grandissima sofferenza. Successivamente, nel corso delle prime due stagioni svilupperà un infatuamento nei confronti di Saito, che diventerà un vero e proprio sentimento nella terza stagione. Quando comprende i suoi sentimenti verso Saito, a differenza di Siesta, che finisce più di una volta per aiutare Louise, la regina cerca di conquistare il ragazzo subdolamente e con tutte le sue forze, mettendo in crisi il rapporto con l'amica ma alla fine comprende che per quanto ci provi per Saito esiste solo Louise.
Wardes (ワルド?, Warudo)
Doppiato da Tomoyuki Shimura
Wardes è il capitano della guardia reale di Tristain, e promesso sposo di Louise per il quale inizialmente la ragazza prova effettivamente un certo interesse. È un abile spadaccino ed un potente mago, ma si rivelerà essere un personaggio malvagio, il cui interesse per Louise, è unicamente legato alle sue potenzialità come maga del vuoto. Nel corso della storia uccide il principe Wales di Albion, e successivamente tenta di uccidere Louise, ma viene sconfitto da Saito. Wardes è un membro di Reconquista.
Agnes Chevalier de Milan (アニエス?, Aniesu)
Doppiata da Michiko Neya
Capitano dei moschettieri di Tristain, guardie del corpo di Henrietta, Agnes è una soldatessa severa ed inflessibile che odia profondamente i maghi, e specialmente quelli che usano il fuoco. Da alcuni dettagli della storia si può dedurre che sia attratta dalle persone di sesso femminile. Cerca disperatamente l'uomo che ha bruciato il suo villaggio da piccola, che si rivelerà essere il professor Colbert, lo stesso che l'ha salvata dall'incendio.
Eléonore Albertine Le Blanc De La Blois De La Vallière (エレオノール?, Ereonōru)
Doppiata da Kikuko Inoue
Eléonore è la sorella maggiore di Louise ed ha i capelli biondi. Ha ereditato la personalità del padre, ed è una persona forte, autoritaria ed aggressiva. Sgrida costantemente Louise tirandole le guance, Louise ha una grande paura di lei. Aveva un fidanzato, che però ha annullato la propria promessa di matrimonio, rendendo Eléonore ancora più nervosa del normale. Odia Saito e non vuole che la sorellina stia con lui, infatti cerca più di una volta di allontanarli.
Cattleya Yvette La Baume Le Blanc de La Fontaine (カトレア?, Katorea)
Doppiata da Kotomi Yamakawa
Cattleya è la sorella minore di Eleonore e maggiore di Louise ed ha i capelli rosa come lei. Al contrario di Eleonore, ha una personalità dolce, gentile e premurosa, e Louise la considera una specie di madre. Aiuterà Louise e Saito a fuggire dalla dimora dei Vallière grazie alle proprie arti magiche. Appoggia la relazione tra i due è pensa che Saito renderà felice la sua adorata sorellina. Ha una salute cagionevole ed una grande passione per gli animali.
Scarron (スカロン?, Sukaron)
Doppiato da Tetsuo Gotō
Eccentrico proprietario del locale Miwaku no Yousei, una sorta di attuale maid cafe, in cui tutte le cameriere indossano uniformi succinte e colorate. Nonostante l'aspetto ed il comportamento molto effeminato ed il fatto che si faccia chiamare Mademoiselle, Scarron è effettivamente eterosessuale ed ha una figlia, Jessica, che lavora con lui.
Jessica (ジェシカ?, Jeshika)
Doppiata da Akari Higuchi
Jessica è la figlia di Scarron, e lavora nella cucina del locale del padre. Una ragazza lavoratrice e sempre sorridente e vivace. È cugina di Siesta da parte materna, ed ha origini terrestri. Anche lei come la cugina ha un seno molto sviluppato. Cerca sempre di aiutare Siesta a conquistare Saito ma è anche affezionata a Louise e cerca di aiutare anche lei

## Gallia
Joseph
Doppiato da Jūrōta Kosugi
Re del regno di Gallia e il padrone di Sheffield oltre che lo zio di Tabitha. È considerato un personaggio dotato di grande sangue freddo, oltre che di una grande sete di potere. Verrà rivelato che ha ucciso il padre di Tabitha ed ha dato alla madre la pozione che l'ha resa pazza. Anche lui è un mago del vuoto, come Tiffania, Louise e il Papa di Romalia.
Sheffield (シェフィールド?, Shefīrudo)
Doppiata da Masako Katsuki
Sheffield è una misteriosa bellezza. Ufficialmente è la segretaria di Cromwell, benché si rivelerà essere il vero leader di Reconquista, e quindi il principale antagonista della terza stagione. È uno dei quattro famigli del vuoto, conosciuto come Mioznitnirn (la Mente di Dio), legata a Joseph. È in grado di utilizzare qualsiasi artefatto magico e di invocare qualsiasi creatura magica o demone.

## Albion
Wales (ウェールズ?, Wēruzu)
Doppiato da Masashiro Yamanaka
Wales Tudor è un mago del vento ed il principe di Albion, cugino di Henrietta. Lui ed Henrietta hanno una relazione romantica, tuttavia sono costretti a nascondere i propri sentimenti per via della loro parentela. Wales viene ucciso da Wardes, e nella seconda stagione viene riportato in vita per rapire Henrietta, ma nuovamente ucciso.
Cromwell (クロムウェル?, Kuromuweru)
Doppiato da Jirō Saitō
Oliver Cromwell è il leader di Reconquista ed è responsabile per la guerra scoppiata ad Albion. È anche colui che ha ordinato a Wardes di uccidere il principe di Albion. Viene arrestato e condotto nelle celle di Tristain, ma poi viene assassinato da Sheffield.

## Romalia
Vittorio Serevare (ヴィットーリオ?, Vuittōrio)
Doppiato da Shinnosuke Tachibana
È il papa e sovrano di Romalia, papa San Aegis XXXII, il suo vero nome è Vittorio Serevare. Anche lui è un mago del Vuoto, e come potere ha una magia purificativa, che danneggia le bestie. È molto astuto, nonostante voglia bene ai suoi amici e alleati, e cerchi di preservarne il più possibile la salvezza, antepone a loro il bene dell'intera Halkeginia. Il suo famiglio si rivelerà essere Giulio, il Windalfr, la "Mano Destra di Dio". Morirà cercando di fermare il Drago Antico, salvando Giulio.
Giulio Cesare (ジュリオ・チェザーレ?, Jurio Chezāre)
Doppiato da Daisuke Hirakawa
Cavaliere del Sacro Impero di Romalia inviato come studente trasfertista nella Accademia di magia di Tristain, Giulio Cesare ha i cosiddetti Moon Eyes (月目?), ovvero un occhio rosso ed uno blu, come le lune di Halkeginia. Giulio è stato inviato dal Papa di Romalia per supportare Henrietta nella crisi politica che ha colpito il regno. Egli è anche il famiglio del papa di Romalia, conosciuto come Windalfr, la mano destra di Dio. Benché non sia effettivamente un mago, Giulio ha il potere di controllare alcune creature magiche, nello stesso modo in cui Saito è in grado di utilizzare la propria spada. Per via del fascino e dei modi cavallereschi che lo contraddistinguono, è molto popolare fra le ragazze dell'Accademia. Giulio, la prima volta che visita l'Accademia sembra provare qualcosa per Louise ma la cosa si affievolisce. Si affezionerà molto a Saito nel corso della serie, diventandone molto amico.

## Altri
Sylphid (シルフィード?, Shirufīdo) / Illococoo (イルククゥ?, Irukukũ)
Doppiata da Satomi Arai (Sylphid) / Yuka Iguchi (Illococoo)
Sylphid è il drago invocato da Tabitha e diventato suo famiglio. Il suo vero nome è Illococoo, che vuol dire "vento", ed in grado di assumere forma umana. In questa forma si rivolge a Tabitha chiamandola "sorella maggiore" ("Oneesama") ed ha un carattere piuttosto infantile. A differenza degli altri famigli, non abita nella scuola ma nella foresta vicina, per via delle sue grandi dimensioni.
Derflinger (?)
Doppiato da Tetsuo Gotou
È la spada, apparentemente vecchia ed arrugginita, comprata da Louise per Saito. Si rivelerà non soltanto una spada parlante dotata di una volontà propria, ma anche l'oggetto magico in grado di svegliare in Saito il potere di Gandalf, che fu il costruttore di Derflinger. Si rivolge a Saito chiamandolo "compagno" e sarà di grande aiuto nello sviluppo della relazione fra Saito e Louise. Nella 4 stagione verrà distrutto ma resterà comunque in contatto con Saito, perché fa parte della sua Runa.